# Nordseter
Nordseter (seltener auch Nordsæter) ist eine Ortschaft in der norwegischen Kommune Lillehammer in der Provinz (Fylke) Innlandet. Der Ort ist als Wintersportort bekannt.

## Geografie
Der Ort liegt nordöstlich der Stadt Lillehammer, als Verbindungsweg dorthin dient der Fylkesvei 2520. Im Westen von Nordseter liegt der kleine See Nevla Landetjernet, weiter nördlich befinden sich das Nevelvatnet und das Reinsvatnet. Vor allem im Norden und Osten der Ortschaft erstrecken sich größere Moorflächen. Dort liegen auch mehrere Erhebungen mit über 1000 moh. So erreicht der Nordsæterfjellet im Osten des Ortes eine Höhe von 1002 moh. und der Nevelfjell im Nordwesten Nordseters ist mit 1091,5 moh. die höchste Erhebung in der Kommune Lillehammer.

## Geschichte
Ursprünglich betrieb man in der Umgebung von Nordseter vor allem Almwirtschaft. Im Laufe der Zeit erhielt der Tourismus zunehmende Bedeutung. Im Jahr 1964 wurde die vom Architekten Erling Viksjø entworfene Kirche Nordseter fjellkirke in Nordseter eröffnet.

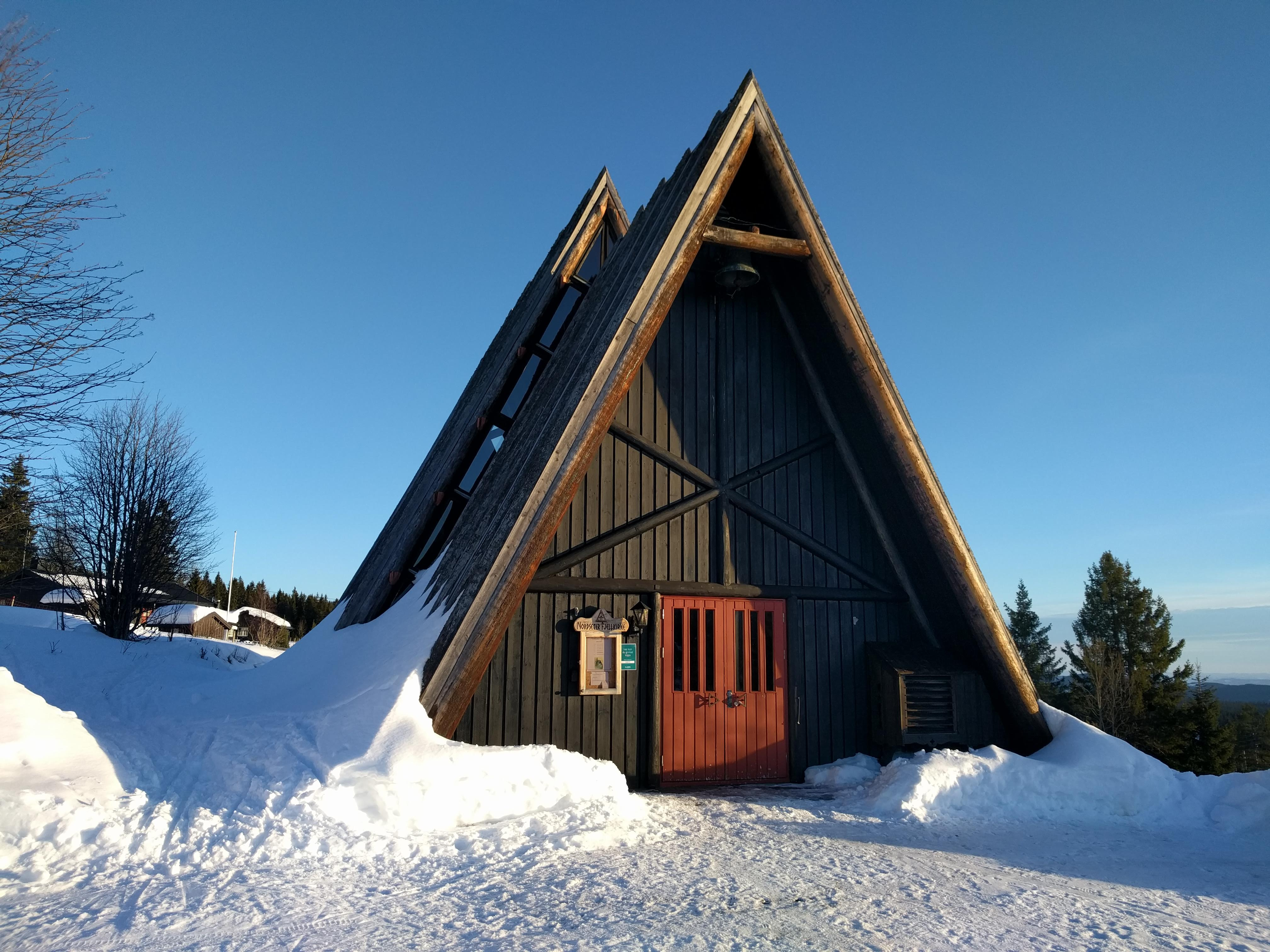
Winteransicht der Fjellkirke

Bis zum 31. Dezember 2019 gehörte die Gemeinde Lillehammer und somit auch Nordseter der damaligen Provinz Oppland an. Sie ging im Zuge der Regionalreform in Norwegen in die zum 1. Januar 2020 neu geschaffene Provinz Innlandet über.

## Wirtschaft
Die Umgebung von Nordseter stellt einen touristisch stark genutzten Raum dar. Im Ort werden mehrere Hotels betrieben, zudem befinden sich dort viele sogenannte Hytten, also als Ferienhäuser genutzte Unterkünfte. Etwas südöstlich von Nordseter liegt in der Nachbargemeinde Ringsaker der Wintersportort Sjusjøen.